# Jurij Nikitin
Jurij Viktorovič Nikitin (ukrajinsky: Юрій Вікторович Нікітін; * 15. července 1978, Cherson) je bývalý ukrajinský gymnasta-trampolinista. Na olympijských hrách v Athénách roku 2004 vyhrál trampolínový závod. Jeho nejlepším výsledkem na mistrovství světa byly dvě třetí místa. Jeden bronz má ze synchronizovaných skoků, druhý ze soutěže družstev, oba ze šampionátu v Hannoveru roku 2003. Je trojnásobným mistrem Evropy. V roce 2001 promoval na Mykolajivské národní univerzitě. Věnuje se trénování, žije v Mykolajivu. Byl vyznamenán Řádem za zásluhy III. stupně.